# Гостюхин, Владимир Васильевич
Влади́мир Васи́льевич Гостю́хин (бел. Уладзімір Васільевіч Гасцюхін; род. 10 марта 1946, Свердловск, СССР) — советский, белорусский и российский актёр театра, кино и телевидения, кинорежиссёр; 
народный артист Беларуси (1996), заслуженный артист РСФСР (1982), лауреат Государственной премии Российской Федерации (1993), Государственной премии СССР (1985), Государственной премии БССР (1982), премии Ленинского комсомола (1976) и Премии Союзного государства в области литературы и искусства (2008).

## Биография
Родился 10 марта 1946 года в Свердловске. Отец — Василий Павлович Гостюхин, руководил Домом культуры в Алапаевске, работал в Уральском народном хоре; мать — актриса самодеятельного театра.
Владимир окончил радиотехникум, работал на Центральном стадионе Свердловска электриком, затем главным энергетиком.
Увлёкшись театром, уехал в Москву. Окончил Государственный институт театрального искусства имени А. В. Луначарского в 1970 году.
Был призван в ряды в Советской Армии, служил в Таманской гвардейской дивизии.
С 1972 года работал в ЦАТСА, шесть лет до 1978 года мебельщиком-реквизитором, с 1978 года играл в спектаклях театра.
С 1982 года — актёр Минского театра-студии киноактёра.

## Семья

### Родители
- Отец — Василий Павлович Гостюхин (28.04.1910 — 05.01.1989), участник Великой Отечественной войны с 27 июня по 27 сентября 1941 года. Политрук, политработник в 6-й мотострелковой роте 645-го мотострелкового полка 206-й мотострелковой дивизии 11-й армии Северо-Западного фронта. В сентябре 1941 года получил тяжёлое ранение правой руки. После излечения в марте 1942 года был признан негодным к военной службе. Кавалер медали «За отвагу». До войны руководил Домом культуры в городе Алапаевске, стоял у истоков создания Уральского народного хора.
- Мать — Александра Ивановна Зайкова (1910—1967), служащая. Умерла от последствий ДТП.

## Личная жизнь

### Жёны
- Первая супруга — Галина (короткий брак во время учёбы Владимира в ГИТИСе).
- Вторая супруга — Зинаида, ассистент художника по костюмам (пятилетний брак в начале 1970-х годов).
- Третья супруга — Светлана, художник-гримёр (поженились в 1977, развелись в 2000 году).
- Четвёртая супруга — Алла Пролич (17.02.1966), актриса Минского театра-студии киноактёра, заслуженная артистка Беларуси (поженились сразу после развода Владимира со Светланой).

### Дети
- Дочь — Ирина (род. 1972), от брака с Зинаидой (живёт в Москве, работала в торговле, затем в системе «Аэрофлота»).
  - Внучка — Милена.
- Дочь — Маргарита (род. 1982), от брака со Светланой (живёт в Минске, занималась музыкой, сейчас — гримёр на «Беларусьфильме»).
- Внебрачная дочь — Александра (род. 1986) от тележурналистки Татьяны, названа в честь матери Владимира, окончила факультет журналистики МГУ, живёт в США, замужем за американцем.[2]

## Политические взгляды
К советской власти относится неоднозначно: с одной стороны, одобряет стремление к идеалам всеобщей справедливости и равенства, с другой, будучи православным человеком, осуждает её за гонения на церковь и разрушение национальных традиций. Он отказался вступить в ВЛКСМ и КПСС, потому что, как и большинство, уже тогда видел, что «система прогнила насквозь».
После подписания «Письма сорока двух» и интервью, в котором Булат Окуджава одобрил применение силы против Съезда народных депутатов и Верховного Совета России, Гостюхин во время его концерта в Минске публично сломал и истоптал ногами пластинку песен Окуджавы.
Основатель Республиканской партии труда и справедливости.
Выступал в СМИ в поддержку президента Республики Беларусь Александра Лукашенко.
В декабре 2015 года за свою политическую позицию и взгляды на украинские события 2013—2014 годов Гостюхин был включён в чёрный список лиц, являющихся «персона нон грата» на территории Украины.
В марте 2022 года подписал обращение в поддержку вторжения России на Украину. В мае 2022 года Латвия запретила Гостюхину въезд в страну из-за поддержки вторжения и оправдывания российской агрессии против Украины.

## Фильмография

### Актёрские работы
| Год       |     | Название                                                  | Роль                                                                                        |
| --------- | --- | --------------------------------------------------------- | ------------------------------------------------------------------------------------------- |
| 1968      | ф   | Шестое июля                                               | караульный солдат (нет в титрах)                                                            |
| 1970      | тф  | Был месяц май                                             | Микола Нырков (нет в титрах)                                                                |
| 1970      | ф   | Сердце России                                             | солдат 56-го полка (нет в титрах)                                                           |
| 1971      | тф  | Совет да любовь                                           | Фёдор Телегин                                                                               |
| 1972      | кор | Новые приключения барона Мюнхаузена                       | человек с кинокамерой (нет в титрах)                                                        |
| 1973      | ф   | Великие голодранцы                                        | Дёма Лапонин                                                                                |
| 1973      | мтф | Моя судьба                                                | Павел Кожухов в юности                                                                      |
| 1976      | ф   | Восхождение                                               | Коля Рыбак                                                                                  |
| 1976      | кор | Специальная комендатура                                   | Михаил Зотов                                                                                |
| 1977      | с   | Хождение по мукам                                         | Алексей Красильников                                                                        |
| 1977      | ф   | В профиль и анфас (новелла «Волки»)                       | Иван                                                                                        |
| 1978      | кор | Живой срез                                                | отец                                                                                        |
| 1978      | ф   | Случайные пассажиры                                       | Иван Жаплов, шофёр                                                                          |
| 1978      | ф   | Предварительное расследование                             | Павел Боборыкин                                                                             |
| 1978      | ф   | Емельян Пугачёв                                           | казак (нет в титрах)                                                                        |
| 1979      | мтф | Время выбрало нас                                         | Семён Лагутников                                                                            |
| 1979      | ф   | Чужая компания                                            | отец Юры                                                                                    |
| 1979      | ф   | Старшина                                                  | старшина Кацуба                                                                             |
| 1980      | ф   | Охота на лис                                              | Виктор Белов                                                                                |
| 1980      | ф   | Возьму твою боль                                          | Иван Батрак / Корней Батрак                                                                 |
| 1980      | ф   | Белый ворон                                               | Егор Иконников                                                                              |
| 1981      | ф   | Родник                                                    | Касьян                                                                                      |
| 1981      | ф   | Грибной дождь                                             | любовник Нади Поливановой                                                                   |
| 1982      | ф   | Чужая вотчина                                             | Литовар                                                                                     |
| 1982      | ф   | Магистраль                                                | Евгений Александрович Бойчук, диспетчер                                                     |
| 1983      | ф   | Лунная радуга                                             | Дэвид Нортон (Лунный Дэв), космодесантник                                                   |
| 1983      | ф   | Такая жёсткая игра — хоккей                               | Фёдор Крынин                                                                                |
| 1983      | ф   | Берег                                                     | сержант Меженин                                                                             |
| 1985      | ф   | Контракт века                                             | Иван Фетисов                                                                                |
| 1985      | с   | В поисках капитана Гранта                                 | майор Мак-Наббс                                                                             |
| 1986      | ф   | Скакал казак через долину                                 | Валентин Кравчук                                                                            |
| 1986      | ф   | Знак беды                                                 | Новик                                                                                       |
| 1986      | ф   | Зина-Зинуля                                               | Виктор Николаевич, начальник СМУ                                                            |
| 1986      | ф   | Левша                                                     | атаман Платов                                                                               |
| 1987      | ф   | Без солнца                                                | Васька Пепел, вор                                                                           |
| 1987      | ф   | Моонзунд                                                  | Трофим Семенчук, матрос                                                                     |
| 1988      | с   | Большая игра                                              | Дмитрий Степанов                                                                            |
| 1988      | ф   | Наш бронепоезд                                            | Николай Дмитриевич Кузнецов                                                                 |
| 1989      | ф   | Похищение чародея                                         | Акиплеша                                                                                    |
| 1989      | ф   | Смиренное кладбище                                        | Алексей Сергеевич Воробьёв, бригадир на кладбище                                            |
| 1989      | мтф | Кончина                                                   | Евлампий Никитич Лыков / Пийко                                                              |
| 1990      | ф   | Всё впереди                                               | Саша Иванов                                                                                 |
| 1990      | ф   | Автостоп                                                  | Саша, муж Насти                                                                             |
| 1991      | ф   | Урга — территория любви                                   | Сергей, водитель грузовика                                                                  |
| 1992      | ф   | Америкэн бой                                              | Иван Данилович Мухин («Железяка»), старший лейтенант милиции                                |
| 1992      | ф   | Генерал                                                   | генерал А. В. Горбатов                                                                      |
| 1994      | ф   | Огненный стрелок                                          | охотник                                                                                     |
| 1994      | ф   | Шляхтич Завальня, или Беларусь в фантастических рассказах | Завальня                                                                                    |
| 1995      | ф   | Мещерские                                                 | Николай Платоныч, эмигрант, бывший генерал                                                  |
| 1995      | ф   | Мужской талисман                                          | командир дивизии                                                                            |
| 1995      | ф   | Сын за отца                                               | Тиханович, он же сельский участковый Васильич                                               |
| 1996      | с   | Русский проект (ролик «Я вернусь, мама»)                  | командир БМП                                                                                |
| 1998      | ф   | Незримый путешественник                                   | Егорыч, слуга Александра I                                                                  |
| 1999      | тф  | Святой и грешный                                          | Кузьма Тудышкин, слесарь                                                                    |
| 2001—2011 | с   | Дальнобойщики                                             | Фёдор Иванович Афанасьев (Иваныч)                                                           |
| 2001      | ф   | Подари мне лунный свет                                    | Сергей Николаевич Петров                                                                    |
| 2001      | ф   | Сказ про Федота-стрельца                                  | генерал                                                                                     |
| 2002      | ф   | Прикованный                                               | Павел Вершин                                                                                |
| 2002      | ф   | Война                                                     | Василий Ермаков, отец Ивана                                                                 |
| 2003      | ф   | Дикий табун                                               | Макарыч, егерь заповедника                                                                  |
| 2003      | ф   | Фейерверк                                                 | Пётр Воронов                                                                                |
| 2004      | с   | Команда                                                   | Игорь Петрович Борзых                                                                       |
| 2004      | ф   | Ночь светла                                               | Петрович                                                                                    |
| 2004      | ф   | Весьегонская волчица                                      | Петька                                                                                      |
| 2004      | ф   | Друг (не был завершён)                                    | пожилой человек                                                                             |
| 2005      | с   | Охота на изюбря                                           | Александр Семёнович Дубнов, губернатор Ахтарской области                                    |
| 2005      | ф   | Первый после Бога                                         | комбриг                                                                                     |
| 2005      | ф   | Я помню                                                   | профессор Закревский                                                                        |
| 2006      | с   | Тихий Дон                                                 | Пётр Мелехов                                                                                |
| 2006      | с   | Заколдованный участок                                     | Константин Борисович Липкин                                                                 |
| 2006      | с   | Билет в гарем                                             | отец Маши                                                                                   |
| 2006      | ф   | Чартер                                                    | Широков, штурман                                                                            |
| 2007      | с   | Гражданин начальник 3                                     | Роман Гаврилович Назаров                                                                    |
| 2007      | с   | Юнкера                                                    | капитан Слива                                                                               |
| 2008      | с   | Вызов (сезон 3, фильм 7 «Зона возмездия»)                 | Владимир Борисович Шаповалов                                                                |
| 2008      | с   | Смерть шпионам: Крым                                      | Сергей Варламович Рымаков, майор                                                            |
| 2008      | ф   | Русичи                                                    | дядька Фрол                                                                                 |
| 2009      | ф   | Волки                                                     | Кузьмич, председатель колхоза                                                               |
| 2010      | с   | Военная разведка: Западный фронт                          | «Рыба», бывший уголовник                                                                    |
| 2010      | с   | В лесах и на горах                                        | Потап Максимович Чапурин, купец                                                             |
| 2010      | ф   | Горбунок (не был завершён)                                | Имя персонажа не указано                                                                    |
| 2010      | ф   | Око за око                                                | комендант Кухтин                                                                            |
| 2010      | с   | Гадание при свечах                                        | Иван Николаевич Васюков                                                                     |
| 2011      | с   | Участковый                                                | майор Мусатов                                                                               |
| 2011      | с   | МУР (фильм 1 «1941»)                                      | майор Антон Борисович Шевцов                                                                |
| 2011      | мтф | Ящик Пандоры                                              | Всеволод Ларионов                                                                           |
| 2011      | мтф | Три дня лейтенанта Кравцова                               | Матвей Силантьевич                                                                          |
| 2012      | ф   | 1812: Уланская баллада                                    | Пётр Тарусов, отец Алексея, отставной штаб-офицер уланского полка                           |
| 2012      | ф   | Подпоручикъ Ромашовъ                                      | капитан Слива                                                                               |
| 2012      | ф   | Варвара 3D (не был завершён)                              | священник                                                                                   |
| 2012      | ф   | За встречу                                                | дядя Митя                                                                                   |
| 2012      | мтф | Апофегей                                                  | Семеренко                                                                                   |
| 2013      | с   | 1943                                                      | Фрол Кузмич, бургомистр и глава подпольщиков                                                |
| 2013      | мтф | Без права на выбор                                        | Григорий Власенко, полковник                                                                |
| 2013      | ф   | Излечить страх                                            | дед Луки                                                                                    |
| 2013      | мтф | Поезд на север                                            | Иван Фёдорович Громов, бывший десантник                                                     |
| 2013      | с   | Пепел                                                     | Глеб Владимирович Рязанцев, старый офицер                                                   |
| 2013      | с   | Оттепель                                                  | Семён Васильевич Пронин, директор «Мосфильма»                                               |
| 2013      | мтф | Доктор смерть                                             | Хват, криминальный авторитет                                                                |
| 2014      | ф   | Ёлки 1914 (новелла «Фигуристы»)                           | Алексей Владимирович, начальник Петра                                                       |
| 2014      | мтф | Снайпер: Последний выстрел                                | «Седой»                                                                                     |
| 2014      | с   | Деревенский роман                                         | Павел Гладков, директор холдинга                                                            |
| 2015      | ф   | Код Каина                                                 | Николай Анисимов, отец Павла и Егора                                                        |
| 2015      | с   | На нейтральной полосе (не был завершён)                   | Имя персонажа не указано                                                                    |
| 2015      | с   | Тонкий лёд                                                | Илья Черпаков                                                                               |
| 2016      | ф   | Дед Мороз. Битва магов                                    | Виталий Семёнович                                                                           |
| 2016      | с   | Гроздья винограда                                         | дед Михась                                                                                  |
| 2016      | с   | Казаки                                                    | Пётр Аркадьевич Лазарев                                                                     |
| 2016      | ф   | Поцелуй осени                                             | Иван Филиппович                                                                             |
| 2017      | с   | Чудотворная                                               | Карп Осипович                                                                               |
| 2017      | с   | Ангел-хранитель                                           | Илья Никитич Кондратьев, кузнец                                                             |
| 2019      | с   | Сильная слабая женщина                                    | Григорий Иванович                                                                           |
| 2019      | с   | Отчим                                                     | Прохорович                                                                                  |
| 2019      | с   | Рваный ветер                                              | Андрей Иванович                                                                             |
| 2019      | кор | 100 шагов                                                 | Алексей Семёнович Разуваев                                                                  |
| 2020      | с   | Разбитое зеркало                                          | Валерий Иванович Шубин, бывший полицейский                                                  |
| 2020      | ф   | Красный призрак                                           | дед                                                                                         |
| 2021—2022 | с   | Жена олигарха                                             | Михаил Ильич Барвашин, отец Игоря, дед Миланы и Марка, свёкор Альбины, директор Кирзачпрома |
| 2022      | с   | Крутые меры                                               | Князь                                                                                       |
| 2022      | с   | Катюша                                                    | Валерий Вениаминович Клюев, подполковник РККА                                               |
| 2023      | ф   | Легенда о самбо                                           | священник                                                                                   |
| 2024—2025 | с   | Многодетство                                              | Лаврентьев                                                                                  |
| 2025      | ф   | Дедушка                                                   | дедушка                                                                                     |

### Режиссёрские работы
- 1997 — Ботанический сад

### Озвучивание мультфильмов
- 2006 — Князь Владимир — рыжий варяг, союзник князя Владимира

## Награды и звания
- Орден Франциска Скорины (3 июня 2011 года) — за многолетний плодотворный труд, высокий профессионализм, значительный личный вклад в развитие строительного комплекса, жилищно-коммунального хозяйства, образования, здравоохранения, науки, культуры, спорта[10].
- Медаль Франциска Скорины (1 марта 2006 года) — за высокие достижения в производственной и социально-культурной сферах, значительный личный вклад в выполнение прогнозных показателей социально-экономического развития республики в 2001—2005 годах[11].
- Орден Дружбы (5 июня 2021 года, Россия) — за большой вклад в укрепление дружбы, сотрудничества и взаимопонимания между народами России и Белоруссии[12].
- Медаль Пушкина (4 декабря 2007 года, Россия) — за большой вклад в распространение, изучение русского языка и сохранение культурного наследия, сближение и взаимообогащение культур наций и народностей[13].
- Народный артист Беларуси (7 марта 1996 года) — за большой вклад в развитие белорусского киноискусства, высокое профессиональное мастерство[14].
- Заслуженный артист Белорусской ССР (1982)[15].
- Заслуженный артист РСФСР (1982)[16].
- Государственная премия СССР (1985) — за исполнение роли Петра Меженина в фильме «Берег» (1983).
- Государственная премия Российской Федерации (1993) — за исполнение роли Сергея в фильме «Урга — территория любви» (1991).
- Государственная премия Белорусской ССР (1982) — за исполнение роли Ивана Батрака в фильме «Возьму твою боль» (1980).
- Премия Ленинского комсомола (1980) — за исполнение роли Семёна Лагутникова в фильме «Время выбрало нас».
- Приз за лучшую мужскую роль на международном кинофестивале в Сан-Ремо «Охота на лис» (1982).
- Приз за лучшую мужскую роль на международном кинофестивале в Сопоте «Наш бронепоезд» (1990).
- В 1988 и 1989 годах признавался лучшим актёром СССР на кинофестивале «Созвездие» в Калинине.
- Почётный знак «За заслуги в развитии культуры и искусства» (16 апреля 2015 года, Межпарламентская ассамблея СНГ) — за значительный вклад в формирование и развитие общего культурного пространства государств — участников Содружества Независимых Государств, реализацию идей сотрудничества в сфере культуры и искусства[17].
- Почётная грамота Совета МПА СНГ (19 мая 2016 года, Межпарламентская ассамблея СНГ) — за активное участие в проведении международного телекинофорума «Вместе», вклад в укрепление дружбы между народами государств — участников Содружества Независимых Государств[18].
- Премия Союзного государства в области литературы и искусства (2008)[19][20].
- Первая театральная премия «Хрустальная Турандот» в номинации «За честь, достоинство и служение зрителю» (2022)[21].
- Приз зрительских симпатий на I Международном фестивале актёров кино «Стожары» в Киеве (1995) — за исполнение роли Ивана Мухина в художественном фильме «Америкэн бой» режиссёра Бориса Квашнёва.
- Золотая медаль «За выдающийся вклад в славянский кинематограф» на V Международном кинофоруме славянских и православных народов «Золотой Витязь» (1996).
- V Евразийский телефорум 2002 года (также известн как Межгосударственный телефорум стран СНГ «Содружество») — приз «За лучшую мужскую роль в телевизионном сериале „Дальнобойщики“».[22]
- Премия «Фигаро» (2024)[23].